# Sindaci di Formigine

Stemma del Comune di Formigine

Elenco dei Sindaci di Formigine in ordine cronologico.
I dati precedenti il 1859 sono frammentari. Dal 1859 sono completi..

## Ducato di Modena e Reggio (Este)
- 1456: Matteo Coccapani da Carpi podestà[2]
- 1557: Ludovico Fulgineo podestà[3]
- 1560: Gian Ludovico Zanalini podestà[3]
- 1564: Gian Maria Landini da Fivizzano podestà[4]
- agosto 1564: Francesco Gaspari da Cesena podestà[3]
- 1570: Tommaso Lei de Mari da Sassuolo podestà[5]
- 1577: (Gian Maria?) Landini podestà[6]
- 1580 e 1581: G.B. Bonvicini da Fiorano podestà[7]
- 1584: Giovanni Annibale De Lotti podestà[8]
- 1586 e 1588: G.B. Bonvicini da Fiorano podestà[9]
- 1603: Giuliano Maccari (Macharij) podestà[10]
- 1612: Alfonso Cantelli podestà[11]
- 1628: Paolo Ronchi podestà[12]
- 1630: Cristoforo Piazza podestà[13]
- giugno 1648: Carlo Bertacchi (o Spadazzi?) podestà[14]
- 25 ottobre 1648: Carlo Spadazzi, da Fusignano, governatore[15]
- 1650: Marcantonio Cadangeli, nobile reggiano, governatore[16]
- 1664: Pier Maria Montaggioli, nobile modenese, governatore[17]
- agosto 1666: Alessandro Magalotti, da Camerino, nobile dei conti di Fiastra, governatore[17]
- ottobre 1666: Ferrante Ruggieri, nobile da Sabbioneta, governatore[18]
- 1670: Giannicolò Tosini, nobile da Ravenna, governatore[18]
- 1671: Antonio Baraccani governatore[18]
- 1683: Bernardo Leonelli governatore[19]
- 1688: Giovan Battista Grisanti governatore[20]
- 1690: Bernardo Leonelli governatore[20]
- 1694: Bartolomeo Bergamaschi, cittadino ferrarese, governatore[20]
- 1694: Bernardo Leonelli governatore[20]
- 1695: Matteo Pitturi governatore[20]
- 1696: Bernardo Leonelli governatore[21]
- 1699: Andrea Agostino Morelli governatore[21]
- 1701: Alessio Bertacchini governatore[21]
- 1702: Carlalfonso Verrini governatore[21]
- maggio 1702: Giovan Francesco Macchiavelli governatore[21]
- 1703: Vittorio Gianotti governatore[21]
- 1704: Tommaso Cugini governatore[21]
- 1706: Domenico Bellei governatore[22]
- 1707: Giovanni Montagnani governatore[22]
- gennaio 1708: Pietro Brunetti governatore[22]
- aprile 1708: Francesco Lopez governatore[22]
- 1712: Tommaso Cugini governatore[22]
- 1714: Girolamo Pacini governatore[22]
- 1715: Giovanni Montagnani governatore[22]
- 1716: Girolamo Pacini governatore[22]
- 1717: Guglielmo Busani governatore[22]
- 1718: Giovan Battista Gilioli governatore[22]
- 1752: Alberto Gandini priore sindaco (equivale ai precedenti governatori?)[23]
- 1759: Francesco Gilioli governatore[23]
- 1761: Giannantonio Mantovani priore sindaco (equivale ai precedenti governatori?)[23]
- 1765: Giulio Cesare Anselmi governatore[24]
- 1776: si stabilisce che l'amministrazione comunale si componga di un priore e di otto capifamiglia[25]
- 1783: Pietro Pistoni, di Sassuolo, governatore[26]
- 1787: Giannandrea Stradi, commissario di Maranello, rappresentante il governatore[27]
- 1787: Giuseppe Rognoni, di Sassuolo, governatore[27]
- 1790: il Comune ha un priore e quattro rappresentanti[28]
- 1791: Angelo Alessandrini, governatore[29]

## Repubblica Cispadana (Bonaparte)
- 16 dicembre 1796: il comitato di governo viene a Formigine ad organizzare la Municipalità (come d'ora in poi si chiama); il 20 dicembre si pone il tricolore sulla cima del torrione[30]
- 1797: Antonio Vittoni, dalla Garfagnana, podestà della Municipalità[30]

## Repubblica Cisalpina (Bonaparte)
- 23 settembre 1799: durante il presidio austriaco è ripristinata la Comunità: Antonio Vittoni, governatore e Alfonso Goldoni, podestà[31]
- luglio 1800: ripristinati la Municipalità e Alfonso Goldoni[32]

 Repubblica Italiana (1802-1805) (Bonaparte)
 Regno d'Italia (1805-1814) (Bonaparte)

## Ducato di Modena e Reggio (Asburgo-Lorena-Este)
- 1815: si ripristina la Comunità con a capo un sindaco[33]
- 1818: Tommaso Giovanardi sindaco[34]
- 1827: Giovanni Ercole Gatti sindaco[35]
- ....-1847: (?) Ferrarini podestà[36]
- 1847-1848: Regolo Fontana podestà[37]
- 25 agosto 1848: Angelo Masini facente funzioni di sindaco[38]
- 28 agosto 1848: Tommaso Giovanardi sindaco, che però declina, quindi Domenico Lugli facente funzioni di sindaco[39]
- 1853: Tommaso Giovanardi sindaco[40]
- 1855: (?) Ferrarini sindaco[41]
- 1858: Giuseppe Schedoni podestà, sostituito interinalmente da Andrea Lucchi[42]
- 1859: Giambattista Giovanardi vicecommissario provvisorio[43]

## Regio Commissariato di Modena[44]
- 1859-1860: Virgilio Zanetti podestà[45]

## Regno di Sardegna
- 1860-1861: Tommaso Giovanardi sindaco[46]

## Regno d'Italia
- 1861-1863: Francesco Aggazzotti sindaco
- 1863-1870: Alessandro Giovanardi sindaco
- 1870-1874: Giuseppe Spezzani sindaco
- 1874-1878: Francesco Aggazzotti sindaco
- 1878-1882: Giuseppe Spezzani sindaco
- 1882-1884: Giuseppe Tampellini sindaco 2 anni inadempienze di Giuseppe Spezzani
- 1883-1887: Carlo Poli sindaco
- 1887-1895: Giulio Guidelli Ghisoni sindaco
- 1895-1898: Luigi Aggazzotti sindaco
- 1898-1902: Luigi Pedrazzi sindaco
- 1902-1907: Luigi Aggazzotti sindaco
- 1907-1914: Attilio Cionini sindaco
- 1914-1920: Francesco Tusini sindaco
- 1920-1922: Luigi Pisani sindaco
- 1922-1930: Guido Gaetano Rossi Barattini sindaco, dal 1927 podestà
- 1931-1938: Odoardo de Niederhäusern podestà
- gennaio-marzo 1939: Remo Morandotti commissario prefettizio
- marzo-giugno 1939: Salvatore Iacono commissario prefettizio
- giugno 1939-giugno 1940: Remo Morandotti podestà
- giugno 1940-agosto 1943: Tito Braidi commissario prefettizio
- agosto 1943-agosto 1943: Andrea Balsamo commissario prefettizio
- 12 gennaio 1944: Muzio Ferrari commissario prefettizio, immediatamente dimessosi
- gennaio 1944: Bartolomeo Tosi delegato commissariale
- 11 luglio 1944: Curzio Lippi commissario prefettizio, in breve dimessosi
- 18 novembre 1944: Giuseppe Aloisi commissario prefettizio, non entrato in carica
- 9 dicembre 1944: Giuseppe Mellini commissario prefettizio, non entrato in carica
- 29 dicembre 1944: Andrea Balsamo commissario prefettizio, non entrato in carica
- 2 marzo 1945: Adolfo Buccarelli commissario prefettizio
- marzo-aprile 1945: Consulta municipale eletta
- 24 aprile 1945-1946: Giovanni Montagnani sindaco eletto dal Comitato di Liberazione Nazionale, poi confermato dal prefetto

## Repubblica Italiana
- 1946-1948: Giovanni Zanfrognini sindaco
- 1948-1950: Tiziano Ascari sindaco
- 1950-1951: Giuseppe Quartieri sindaco
- 1951-1954: Giuseppe Fontana sindaco
- 1954-1956: Pietro Paolo Cavazzuti sindaco
- 1956-1960: Carino Leoni sindaco[47]
- marzo-dicembre 1961: Ettore Materia commissario straordinario
- dicembre 1961-1968: Achille Mantovani sindaco
- 1968-1971: Emilio Beltrami sindaco
- 1971-1976: Arnaldo Fontana sindaco
- 1976-1979: Mario Bulgarelli sindaco
- 1979-1985: Giancarlo Diamanti sindaco
- 1985-1993: Normanno Quartieri sindaco
- 1993-1995: Donato Orlando sindaco
- 1995-2004: Fabrizio Righi sindaco
- 2004-2014: Franco Richeldi sindaco[48]
- 2014-2024: Maria Costi sindaco
- 2024-in carica: Elisa Parenti sindaco